# Московский проспект (Зеленоград)
Не путать с Московским проспектом, расположенным в Восточном административном округе.
Моско́вский проспе́кт — улица в районе Савёлки Зеленоградского административного округа города Москвы. Расположена между Ленинградским шоссе (37-й километр) и Сосновой аллеей.
Одна из основных магистралей города — является первым (исторически вторым) основным въездом в город со стороны Ленинградского шоссе. В 2007 года именно на пересечении Московского проспекта и Ленинградского шоссе была обустроена двухуровневая развязка — первая в округе. В конце 2014 года была реконструирована и через новую безымянную дорогу, протяженностью почти 3 км, проспект получил выход к частично открытой платной скоростной автомагистрали М11 («новой» Ленинградке).
По всей длине Московский проспект — четырехполосный (по две полосы в каждую сторону); на основном участке (длиной 900 м) направления движения разделены полосой зелёных насаждений.
Справа к проспекту примыкают проезд 5253, улица Юности, безымянный проезд в глубь 3-го микрорайона, Савёлкинский проезд; слева — Никольский проезд, пешеходный участок аллеи Лесные пруды, безымянный проезд в глубь 6-го микрорайона.

## Транспорт

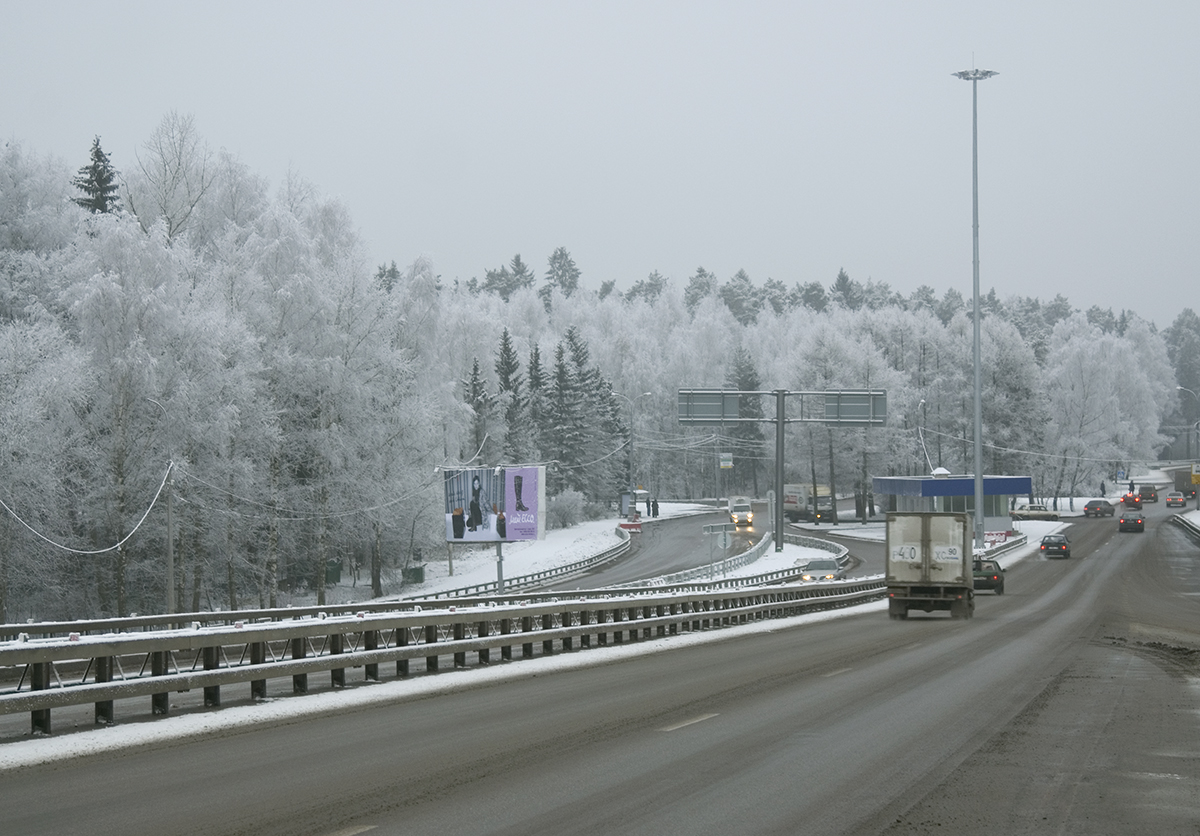
Съезд с развязки на 37-м км Ленинградского шоссе в Зеленоград на Московский проспект

- На участке от Ленинградского шоссе до улицы Юности (остановка «Московский проспект») по проспекту проходят маршруты автобусов № 2, 10, 12, 400/400Э. Для всех маршрутов кроме 400/400Э остановка есть только в сторону улицы Юности и Сосновой аллеи.
- На участке от улицы Юности до Савёлкинского проезда (остановки «Спортивная школа» и «Дворец Культуры») — № 1 (в сторону улицы Юности), 2, 7, 10, 15 (по выходным), 19, 27, 400/400Э (в сторону Ленинградского шоссе).